# Claudia Friedl

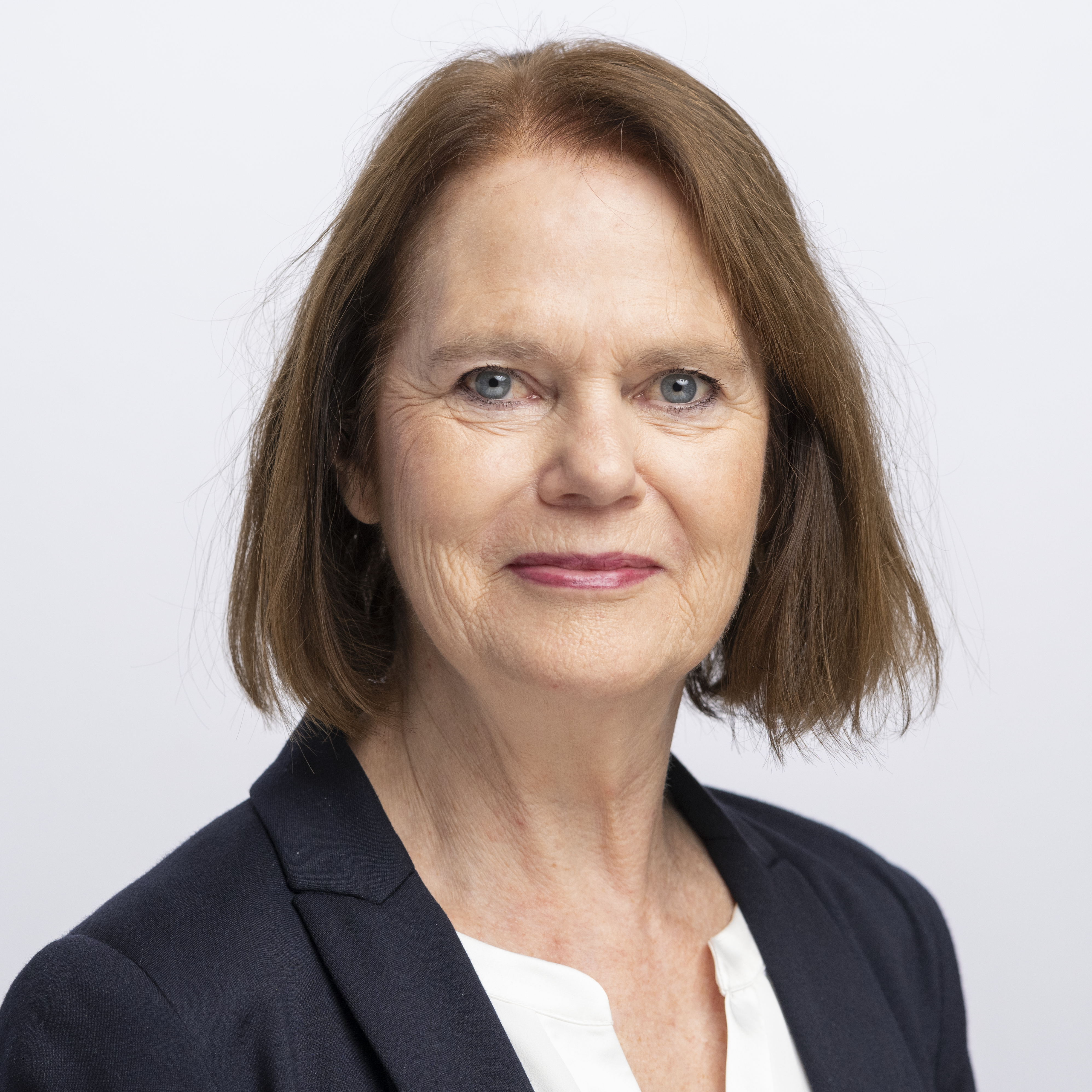
Claudia Friedl (2023)

Claudia Friedl (* 19. Juli 1960 in St. Gallen; heimatberechtigt ebenda) ist eine Schweizer Politikerin (SP) und Nationalrätin aus dem Kanton St. Gallen.

## Biografie
Die gebürtige Österreicherin wuchs in St. Gallen auf und wurde 1977 eingebürgert. Sie absolvierte von 1976 bis 1981 das Lehrerseminar in Rorschach und studierte von 1982 bis 1988 Biologie an der Universität Zürich. 1996 promovierte sie bei Alexander J. B. Zehnder an der ETH Zürich in Umweltnaturwissenschaften. Sie arbeitete von 1996 bis 2007 als wissenschaftliche Mitarbeiterin, Projektleiterin und stellvertretende Abteilungsleiterin beim Bundesamt für Umwelt, Wald und Landschaft. Seit 2007 ist sie Inhaberin eines Umweltberatungsbüros.
Friedl war von 1992 bis 1996 Mitglied des Gemeinderats St. Gallen (Legislative). Von 1996 bis 2013 war sie Mitglied des St. Galler Kantonsrats, den sie 2000/2001 präsidierte. Von 2004 bis 2012 war sie Präsidentin der Sozialdemokratischen Partei des Kantons St. Gallen.
Im März 2013 rückte Friedl für die zurückgetretene Hildegard Fässler in den Nationalrat nach. Sie ist Mitglied der Aussenpolitischen und der Finanzkommission sowie der Delegationen für die Beziehungen zum Landtag des Fürstentums Liechtenstein, für die Beziehungen zum Österreichischen Parlament und bei der parlamentarischen Versammlung der OSZE.
Sie ist Präsidentin des Verbands Casafair und Mitglied des Patronatskomitees von Aqua Viva. Zudem ist sie Stiftungsratsvizepräsidentin des Forschungsinstituts für biologischen Landbau.

## Publikationen (Auswahl)
- Populationsdynamik und Reproduktionsbiologie der Bachforelle (salmo trutta fario L.) in einem hochalpinen Fliessgewässer. Dissertation, ETH Zürich, 1996 (doi:10.3929/ethz-a-001608154).
- Fischfangrückgang in schweizerischen Fliessgewässern (= Mitteilungen zur Fischerei. Nr. 63). Bundesamt für Umwelt, Wald und Landschaft, Bern 1999.